# The Jay Bird
The Jay Bird est un film américain réalisé par Phil Rosen et sorti en 1920.

## Fiche technique
- Réalisation : Phil Rosen
- Scénario : Jack Jevne
- Distribution : Universal Film Manufacturing Company
- Genre : Western
- Durée : 20 minutes
- Date de sortie: 3 janvier 1920

## Distribution
- Hoot Gibson
- Josephine Hill